# Поздеевская (Вологодская область)
Поздеевская — деревня в Вожегодском районе Вологодской области.
Входит в состав Тигинского сельского поселения (с 1 января 2006 года по 9 апреля 2009 года была центром Тавенгского сельского поселения), с точки зрения административно-территориального деления — центр Тавенгского сельсовета.
Расстояние до районного центра Вожеги по автодороге — 51 км, до центра муниципального образования Гридино по прямой — 25 км. Ближайшие населённые пункты — Бараниха, Мущининская, Гора, Лобаниха, Заберезник, Коротковская, Завраг, Песок, Корякинская, Гришковская, Шибаевская.
По переписи 2002 года население — 21 человек (11 мужчин, 10 женщин). Всё население — русские.